# Wahlen zum Senat der Vereinigten Staaten 2020
Bei den Wahlen zum Senat der Vereinigten Staaten 2020 wurden planmäßig am 3. November 2020 – Dienstag nach dem ersten Montag im November – die Zusammensetzung dieser oberen Kammer des Kongresses der Vereinigten Staaten bestimmt. Dabei standen 35 der 100 Senatssitze zur Wahl, regulär die 33 Senatoren der Klasse II und außerordentliche Wahlen in Arizona (für das Mandat des verstorbenen John McCain) und in Georgia (für den Sitz des zurückgetretenen Johnny Isakson). Gewählt wurden die Senatoren durch Direktwahl auf sechs Jahre von den Wahlberechtigten des jeweiligen Bundesstaates, den sie im Senat der Vereinigten Staaten repräsentieren. In seiner neuen Zusammensetzung trat der Senat des 117. Kongresses erstmals am 3. Januar 2021 zusammen.
Die Senatswahl fand gleichzeitig zu weiteren Wahlen in den Vereinigten Staaten statt, darunter der Repräsentantenhaus- und der Präsidentschaftswahl.
Bei der letzten regulären Wahl der Senatoren der Klasse II im Jahr 2014 konnten die Republikaner mit einem Zuwachs von neun Mandaten die Mehrheit von den Demokraten übernehmen. Bei den zwei darauf folgenden Wahlen der Senatoren der Klasse III – im Jahr 2016 – und der Senatoren der Klasse I – im Jahr 2018 – konnten die Republikaner ihre Mehrheit verteidigen.
Bei der Wahl verloren die Republikaner drei Sitze und stellten mit 50 Senatoren genau die Hälfte der Stimmen im Senat. Bei der konstituierenden Sitzung des 117. Kongresses stellten die Republikaner, durch die bei einem Patt entscheidende Stimme von Vizepräsident Mike Pence, noch faktisch die Mehrheit im Senat. Nach der Vereidigung der neuen Vizepräsidentin Kamala Harris am 20. Januar 2021 ging die Mehrheit an die Demokraten über. Seitdem ist Chuck Schumer neuer Mehrheitsführer.

## Ausgangslage
Seit der letzten Senatswahl 2018 hatten die Republikaner eine Mehrheit von 53 Sitzen gegenüber 45 Sitzen für die Demokraten zuzüglich zwei Unabhängigen (Bernie Sanders für Vermont und Angus King für Maine), die der Fraktion der Demokraten angehören. Bei den Republikanern verzichteten zwischen 2018 und 2020 drei Abgeordnete auf eine Wiederwahl (Pat Roberts für Kansas, Lamar Alexander für Tennessee sowie Mike Enzi für Wyoming), bei den Demokraten einer (Tom Udall für New Mexico).
Nachdem die Demokraten bei der vergangenen Wahl 2018 deutlich mehr Senatorenposten hatten verteidigen müssen als die Republikaner und dabei vier Sitze in strukturell republikanisch dominierten „roten“ Staaten verloren hatten, war die Ausgangslage 2020 umgekehrt. Bei dieser Wahl verteidigten die Republikaner 23 Sitze (einschließlich der Nachwahlen), die Demokraten 12. Die meisten der Senatssitze mit Mandatsinhabern der Republikaner 2020 befanden sich in traditionell eher republikanisch geneigten Staaten, weshalb politische Beobachter die Republikaner in einer guten Position sahen, ihre Mehrheit zu halten. Schon bei der Wahl 2018 spielten landesweite Trends eine stärkere Rolle als früher, als regionale Besonderheiten und die Persönlichkeiten der Bewerber mehr Gewicht hatten. Bei der letzten Senatswahl, die gleichzeitig mit einer Präsidentschaftswahl und deren breiter Mobilisierung stattfand – 2016 –, waren die Senatswahlen in jedem Bundesstaat so ausgegangen wie die dortige Abstimmung zur Präsidentschaft.
Um eine Mehrheit im Senat zu erhalten, müssen die Demokraten – abhängig vom Ausgang der gleichzeitigen Präsidentschaftswahl – drei oder vier Mandate dazugewinnen (der Vizepräsident der Vereinigten Staaten hat bei einem Gleichstand von 50 zu 50 Sitzen die entscheidende Stimme). Während der demokratische Mandatsinhaber Doug Jones im konservativen Alabama, der eine Nachwahl 2017 gewonnen hatte, als besonders gefährdet gilt, werden den Demokraten Chancen auf die republikanisch gehaltenen Sitze in Arizona (Martha McSally), Colorado (Cory Gardner), Maine (Susan Collins) und North Carolina (Thom Tillis) eingeräumt. In Arizona und Colorado sehen verschiedene Voraussagen den demokratischen Kandidaten vorne, während in North Carolina und Maine die republikanischen und die demokratischen Kandidaten als gleichauf eingestuft werden.
Als potentiell umkämpft werden zudem der demokratische Sitz in Michigan (Gary Peters) sowie die republikanischen Sitze in Georgia (David Perdue und Kelly Loeffler), Iowa (Joni Ernst), Kansas (offen), Montana (Steve Daines) und South Carolina (Lindsey Graham) eingestuft.
Die Chance für die Demokraten, zumindest eine working majority (50 Sitze und den Vizepräsidenten) zu gewinnen, haben sich während des Sommers erhöht. Außerdem sind zwei demokratische Kandidaten ehemaliger Gouverneur (John Hickenlooper aus Colorado) bzw. amtierender Gouverneur (Steve Bullock in Montana) des jeweiligen Bundesstaates.
Vor der Wahl lag die Chance auf eine sichere demokratische Senatsmehrheit (51 Sitze) bei 63 % und auf eine 50/50 Mehrheit sogar auf 75 %.

## Ergebnisse

### Landesweite Ergebnisse
Am Wahlabend war die Entscheidung für die jeweiligen Kandidaten in Colorado und Alabama wie vermutet schnell eingetreten. In den umkämpften Bundesstaaten wie in Arizona, Iowa, Montana und North Carolina hatten die demokratischen Herausforderer einen großen Vorsprung wegen der schon vorher ausgezählten Briefwahlstimmen. Deren Vorsprung schrumpfte jedoch, bis letztlich die republikanischen Amtsinhaber aufgeholt hatten und somit nahezu alle Senatssitze bis auf Arizona verteidigen konnten. In Michigan lag jedoch von Anfang an der republikanische Kandidat John James weit vorne, da dort umgekehrt erst spät Briefwahlstimmen ausgezählt wurden. Schlussendlich konnte Gary Peters seinen Sitz unerwartet knapp verteidigen. Schlussendlich holten die Republikaner 50 Sitze, während die Demokraten zurzeit insgesamt nur einen Sitz hinzugewonnen hatten und auf 48 Sitze kamen. Die beiden bisher republikanisch gehaltenen Sitze von Georgia blieben vorerst vakant, da für beide Sitze eine Stichwahl erforderlich wurde (vgl. nachstehend).

### Alabama
Der amtierende Demokrat Doug Jones wurde 2017 bei einer außerordentlichen Wahl erstmals gewählt.
Der Republikaner Tommy Tuberville gewann die Wahl gegen den demokratischen Amtsinhaber.
Da bei der Senatswahl 2016 der Republikaner Richard Shelby den anderen Senatorensitz von Alabama verteidigen konnte, entsendet Alabama zwei republikanische Senatoren in den US-Senat.

### Alaska
Der amtierende Republikaner Dan Sullivan wurde bei der Senatswahl 2014 erstmals gewählt.
Bei der Wahl konnte er seinen Sitz gegen den unabhängigen Kandidaten Al Gross und den Kandidaten der Alaskischen Unabhängigkeitspartei John Wayne Howe verteidigen.
Da bei der Senatswahl 2016 die Republikanerin Lisa Murkowski den anderen Senatorensitz von Alaska verteidigen konnte, entsendet Alaska zwei republikanische Senatoren in den US-Senat.

### Arizona (Außerordentliche Wahl)
Arizonas Senatssitz der Klasse III wurde bei den Wahlen des US-Senats 2016 von John McCain gewonnen und ihm bis zum Jahr 2022 übertragen. Da McCain am 25. August 2018 verstarb, hatte zum Zeitpunkt der Wahl die Republikanerin Martha McSally den Senatsposten inne.
Bei der Wahl verlor sie gegen den demokratischen Kandidaten Mark Edward Kelly.
Da bei der Senatswahl 2018 die Demokratin Kyrsten Sinema den anderen Senatorensitz von Arizona gewinnen konnte, entsendet Arizona zwei demokratische Senatoren in den US-Senat.

### Arkansas
Der amtierende Republikaner Tom Cotton wurde bei der Senatswahl 2014 erstmals gewählt.
Bei der Wahl konnte er seinen Sitz gegen den libertären Kandidaten Ricky Dale Harrington Jr. verteidigen.
Da bei der Senatswahl 2016 der Republikaner John Boozman den anderen Senatorensitz von Arkansas verteidigen konnte, entsendet Arkansas zwei republikanische Senatoren in den US-Senat.

### Colorado
Der amtierende Republikaner Cory Gardner wurde bei der Senatswahl 2014 erstmals gewählt.
Bei der Wahl verlor er gegen den Demokraten John Hickenlooper.
Da bei der Senatswahl 2016 der Demokraten Michael Bennet den anderen Senatorensitz von Colorado verteidigen konnte, entsendet Colorado zwei demokratische Senatoren in den US-Senat.

### Delaware
Der amtierende Demokrat Chris Coons wurde 2010 bei einer außerordentlichen Wahl erstmals gewählt. Bei der darauffolgenden Senatswahl 2014 wurde er im Amt bestätigt.
Bei der Wahl konnte er seinen Sitz gegen die Republikanerin Lauren Witzke verteidigen.
Da bei der Senatswahl 2018 der Demokraten Tom Carper den anderen Senatorensitz von Delaware verteidigen konnte, entsendet Delaware zwei demokratische Senatoren in den US-Senat.

### Georgia

#### Reguläre Wahl
Der republikanische Amtsinhaber David Perdue verfehlte bei der Wahl am 3. November in Georgia mit 49,73 % knapp die notwendige absolute Mehrheit gegen seinen demokratischen Herausforderer Jon Ossoff, der 47,95 % der Stimmen erhielt.

##### Stichwahl
Da keiner der Kandidaten die absolute Mehrheit erhielt, musste eine Stichwahl durchgeführt werden. Diese wurde am 5. Januar durchgeführt. Der Demokrat Ossoff gewann.

##### Briefwahl und Frühzeitige Stimmabgabe („Early Voting“)
Laut Angaben des United States Elections Projects der University of Florida hatten bis zum 4. Januar knapp 3,09 Millionen registrierte Wahlberechtigte gewählt. Dies sind – rein zahlenmäßig – 40 % der registrierten Wähler in Georgia.
Bis Freitag, 8. Januar konnten laut Wahlgesetz auch noch Briefwahlstimmen von wahlberechtigten Bürgern und Militärpersonal aus Übersee eintreffen und gezählt werden, wie auch Briefwahlstimmen aus dem Inland, sofern diese einen Poststempel bis einschließlich des Wahltags aufwiesen.
Bei der ursprünglichen Wahl im November wurden insgesamt ca. 5 Millionen Stimmen abgegeben (inkl. Wahltagswähler).

##### Ergebnis
Die Wahllokale schlossen um 19 Uhr Ortszeit (1 Uhr MEZ).
Nach Abschluss der Stimmauszählung und Zertifizierung aller Bezirks-Ergebnisse am 15. Januar lag der Demokrat Ossoff mit 50,62 % der Stimmen vor dem Republikaner Perdue mit 49,38 % der Stimmen. Seriöse Medienhäuser wie Decision Desk HQ, Associated Press, The New York Times und NBC News erklärten Ossoff am Abend des 6. Januar zum Wahlsieger. Seine Angelobung findet voraussichtlich am 20. Januar statt.
Die Wahlbeteiligung lag bei mehr als 4,48 Millionen abgegebenen Stimmen der ca. 7,23 Millionen aktiv registrierten Wahlberechtigten in Georgia. Das entspricht einer Wahlbeteiligung von etwa 62 %.

#### Außerordentliche Wahl
Darüber hinaus fand eine außerordentliche Nachwahl um einen Senatssitz der Klasse III zwischen Amtsinhaberin Kelly Loeffler, Doug Collins und Raphael Warnock statt.

##### Stichwahl
Da keiner der Kandidaten die absolute Mehrheit erhielt, musste auch hier eine Stichwahl durchgeführt werden. Diese wurde am 5. Januar durchgeführt. Der Demokrat Warnock gewann.

#### Bundespolitische Bedeutung der Stichwahlen
Der Ausgang der beiden Stichwahlen entschied über die Mehrheit im US-Senat: Vor den beiden Stichwahlen waren 50 Senatoren Republikaner, denen 46 demokratische Senatoren und zwei der demokratischen Fraktion angehörende Unabhängige entgegenstanden. Mit dem Gewinn der beiden Stichwahlen für die Demokraten liegen beide Fraktionen bei 50 Sitzen. Bei Stimmengleichheit ist die Stimme des ansonsten nicht stimmberechtigten Vizepräsidenten entscheidend. Bis zum 20. Januar 2021 ist dies Mike Pence, ab dem Amtsantritt der Regierung von Präsident Joe Biden ist Kamala Harris Vizepräsidentin, so dass an diesem Tag die Mehrheit von den Republikanern zu den Demokraten wechselt, solange alle Senatoren mit der jeweiligen Fraktion stimmen. Das wird Biden die Umsetzung seiner geplanten Reformvorhaben vermutlich deutlich erleichtern, da neben dem Senat auch das Repräsentantenhaus von den Demokraten kontrolliert wird. Traditionell ist die Fraktionsdisziplin in den Vereinigten Staaten allerdings deutlich weniger stark als in den deutschsprachigen Ländern.

### Idaho
Der amtierende Republikaner Jim Risch wurde bei der Senatswahl 2008 erstmals gewählt. Bei der darauffolgenden Senatswahl 2014 wurde er im Amt bestätigt.
Bei der Wahl konnte er seinen Sitz gegen die demokratische Kandidatin Paulette Jordan verteidigen.
Da bei der Senatswahl 2016 der Republikaner Mike Crapo den anderen Senatorensitz von Idaho verteidigen konnte, entsendet Idaho zwei republikanische Senatoren in den US-Senat.

### Illinois
Der amtierende Demokrat Richard Durbin wurde bei der Senatswahl 2014 wiedergewählt.
Bei der Wahl konnte er seinen Sitz gegen den republikanischen Kandidaten Mark Curran verteidigen.
Da bei der Senatswahl 2016 die Demokratin Tammy Duckworth den anderen Senatorensitz von Illinois gewinnen konnte, entsendet Illinois zwei demokratische Senatoren in den US-Senat.

### Iowa
Die amtierende Republikanerin Joni Ernst wurde bei der Senatswahl 2014 gewählt und besiegte damals den demokratischen Kandidaten Bruce Braley.
Bei der Wahl konnte sie ihren Sitz gegen die demokratische Kandidatin Theresa Greenfield verteidigen.
Da bei der Senatswahl 2016 der Republikaner Chuck Grassley den anderen Senatorensitz von Iowa verteidigen konnte, entsendet Iowa zwei republikanische Senatoren in den US-Senat.

### Kansas
Der Republikaner Pat Roberts wurde bei der Senatswahl 2014 gewählt und besiegte damals den unabhängigen Kandidaten Greg Orman. Bei der Wahl trat er nicht mehr an.
Der Republikaner Roger Marshall konnte den Sitz gegen die demokratische Kandidatin Barbara Bollier und den libertären Kandidaten Jason Buckley gewinnen.
Da bei der Senatswahl 2016 der Republikaner Jerry Moran den anderen Senatorensitz von Kansas verteidigen konnte, entsendet Kansas zwei republikanische Senatoren in den US-Senat.

### Kentucky
Der amtierende Republikaner Mitch McConnell wurde bei der Senatswahl 2014 wiedergewählt.
Bei der Wahl konnte er seinen Sitz gegen die Demokratin Amy McGrath verteidigen.
Da bei der Senatswahl 2016 der Republikaner Rand Paul den anderen Senatorensitz von Kentucky verteidigen konnte, entsendet Kentucky zwei republikanische Senatoren in den US-Senat.

### Louisiana
Der amtierende Republikaner Bill Cassidy wurde bei der Senatswahl 2014 erstmals gewählt.
Bei der Wahl konnte er seinen Sitz gegen die Demokraten Adrian Perkins und Derrick Edwards verteidigen.
Da bei der Senatswahl 2016 der Republikaner John Neely Kennedy den anderen Senatorensitz von Louisiana gewinnen konnte, entsendet Louisiana zwei republikanische Senatoren in den US-Senat.

### Maine
Die amtierende Republikanerin Susan Collins wurde bei der Senatswahl 2014 wiedergewählt.
Bei der Wahl konnte sie ihren Sitz gegen die Demokratin Sara Gideon verteidigen.
Da bei der Senatswahl 2018 der unabhängige Kandidat Angus King den anderen Senatorensitz von Maine verteidigen konnte, entsendet Maine eine republikanische Senatorin und einen unabhängigen Senator, der sich aber der demokratischen Fraktion angeschlossen hat, in den US-Senat.

### Massachusetts
Der amtierende Demokrat Ed Markey wurde bei der Senatswahl 2014 wiedergewählt.
Bei der Wahl konnte er seinen Sitz gegen den Republikaner Kevin O’Connor verteidigen.
Da bei der Senatswahl 2018 die Demokratin Elizabeth Warren den anderen Senatorensitz von Massachusetts verteidigen konnte, entsendet Massachusetts zwei demokratische Senatoren in den US-Senat.

### Michigan
Der amtierende Demokrat Gary Peters wurde bei der Senatswahl 2014 gewählt und besiegte damals die republikanische Kandidatin Terri Lynn Land.
Bei der Wahl konnte er seinen Sitz gegen den Republikaner John E. James verteidigen, welcher auch schon bei der Senatswahl 2018 gegen die Demokratin Debbie Stabenow verlor.
Da bei der Senatswahl 2018 die Demokratin Debbie Stabenow den anderen Senatorensitz von Michigan verteidigen konnte, entsendet Michigan zwei demokratische Senatoren in den US-Senat.

### Minnesota
Die amtierende Demokratin der Demokratischen Bauern- und Arbeiterpartei Minnesotas Tina Smith wurde 2018 bei einer außerordentlichen Wahl wiedergewählt.
Bei der Wahl konnte sie ihren Sitz gegen den Republikaner Jason Lewis und den Kandidaten der Legal Marijuana Now Party Kevin O’Connor verteidigen.
Da bei der Senatswahl 2018 die Demokratin Amy Klobuchar den anderen Senatorensitz von Minnesota verteidigen konnte, entsendet Minnesota zwei demokratische Senatoren in den US-Senat.

### Mississippi
Die amtierende Republikanerin Cindy Hyde-Smith wurde 2018 bei einer außerordentlichen Wahl wiedergewählt.
Bei der Wahl konnte sie ihren Sitz gegen den Demokraten Mike Espy verteidigen.
Da bei der Senatswahl 2018 der Republikaner Roger Wicker den anderen Senatorensitz von Mississippi verteidigen konnte, entsendet Mississippi zwei republikanische Senatoren in den US-Senat.

### Montana
Der amtierende Republikaner Steve Daines wurde bei der Senatswahl 2014 gewählt und besiegte damals die demokratische Kandidatin Amanda Curtis.
Bei der Wahl konnte er seinen Sitz gegen den Demokraten Steve Bullock verteidigen.
Da bei der Senatswahl 2018 der Demokrat Jon Tester den anderen Senatorensitz von Montana verteidigen konnte, entsendet Montana einen republikanischen und einen demokratischen Senator in den US-Senat.

### Nebraska
Der amtierende Republikaner Ben Sasse wurde bei der Senatswahl 2014 gewählt und besiegte damals den demokratischen Kandidaten David Domina.
Bei der Wahl konnte er seinen Sitz gegen den Demokraten Chris Janicek und den libertären Kandidaten Gene Siadek verteidigen.
Da bei der Senatswahl 2018 die Republikanerin Deb Fischer den anderen Senatorensitz von Nebraska verteidigen konnte, entsendet Nebraska zwei republikanische Senatoren in den US-Senat.

### New Hampshire
Die amtierende Demokratin Jeanne Shaheen wurde bei der Senatswahl 2014 wiedergewählt.
Bei der Wahl konnte sie ihren Sitz gegen den Republikaner Corky Messner verteidigen.
Da bei der Senatswahl 2016 die Demokratin Maggie Hassan den anderen Senatorensitz von New Hampshire gewinnen konnte, entsendet New Hampshire zwei demokratische Senatoren in den US-Senat.

### New Jersey
Der amtierende Demokrat Cory Booker wurde bei der Senatswahl 2014 wiedergewählt.
Bei der Wahl konnte er seinen Sitz gegen den Republikaner Rik Mehta verteidigen.
Da bei der Senatswahl 2018 der Demokrat Bob Menendez den anderen Senatorensitz von New Jersey verteidigen konnte, entsendet New Jersey zwei demokratische Senatoren in den US-Senat.

### New Mexico
Der Demokrat Tom Udall wurde bei der Senatswahl 2014 wiedergewählt und besiegte damals den republikanischen Kandidaten Allen Weh. Bei der Wahl trat er nicht mehr an.
Der Demokrat Ben Ray Luján konnte den Sitz gegen den Republikaner Mark Ronchetti gewinnen.
Da bei der Senatswahl 2018 der Demokrat Martin Heinrich den anderen Senatorensitz von New Mexico verteidigen konnte, entsendet New Mexico zwei demokratische Senatoren in den US-Senat.

### North Carolina
Der Republikaner Thom Tillis wurde bei der Senatswahl 2014 gewählt und besiegte damals die demokratische Amtsinhaberin Kay Hagan.
Bei der Wahl konnte er seinen Sitz gegen den Demokraten Cal Cunningham verteidigen.
Da bei der Senatswahl 2016 der Republikaner Richard Burr den anderen Senatorensitz von North Carolina verteidigen konnte, entsendet North Carolina zwei republikanische Senatoren in den US-Senat.

### Oklahoma
Der Republikaner Jim Inhofe wurde bei der Senatswahl 2014 wiedergewählt.
Bei der Wahl konnte er seinen Sitz gegen die Demokratin Abby Broyles verteidigen.
Da bei der Senatswahl 2016 der Republikaner James Lankford den anderen Senatorensitz von Oklahoma verteidigen konnte, entsendet Oklahoma zwei republikanische Senatoren in den US-Senat.

### Oregon
Der Demokrat Jeff Merkley wurde bei der Senatswahl 2014 wiedergewählt.
Bei der Wahl konnte er seinen Sitz gegen die Republikanerin Jo Rae Perkins verteidigen.
Da bei der Senatswahl 2016 der Demokrat Ron Wyden den anderen Senatorensitz von Oregon verteidigen konnte, entsendet Oregon zwei demokratische Senatoren in den US-Senat.

### Rhode Island
Der Demokrat Jack Reed wurde bei der Senatswahl 2014 wiedergewählt.
Bei der Wahl konnte er seinen Sitz gegen den Republikaner Allen Waters verteidigen.
Da bei der Senatswahl 2018 der Demokrat Sheldon Whitehouse den anderen Senatorensitz von Rhode Island verteidigen konnte, entsendet Rhode Island zwei demokratische Senatoren in den US-Senat.

### South Carolina
Der Republikaner Lindsey Graham wurde bei der Senatswahl 2014 wiedergewählt.
Bei der Wahl konnte er seinen Sitz gegen den Demokraten Jaime Harrison verteidigen.
Da bei der Senatswahl 2016 der Republikaner Tim Scott den anderen Senatorensitz von South Carolina verteidigen konnte, entsendet South Carolina zwei republikanische Senatoren in den US-Senat.

### South Dakota
Der Republikaner Mike Rounds wurde bei der Senatswahl 2014 gewählt und besiegte damals den demokratischen Kandidaten Rick Weiland. Amtsinhaber  Tim Johnson war nicht zur Wiederwahl angetreten.
Bei der Wahl konnte er seinen Sitz gegen den Demokraten Dan Ahlers verteidigen.
Da bei der Senatswahl 2016 der Republikaner John Thune den anderen Senatorensitz von South Dakota verteidigen konnte, entsendet South Dakota zwei republikanische Senatoren in den US-Senat.

### Tennessee
Der Republikaner Lamar Alexander wurde bei der Senatswahl 2014 wiedergewählt. Bei den Wahlen trat er nicht mehr an.
Der Republikaner Bill Hagerty konnte den Sitz gegen die Demokratin Marquita Bradshaw gewinnen.
Da bei der Senatswahl 2018 die Republikanerin Marsha Blackburn den anderen Senatorensitz von Tennessee gewinnen konnte, entsendet Tennessee zwei republikanische Senatoren in den US-Senat.

### Texas
Der Republikaner John Cornyn wurde bei der Senatswahl 2014 wiedergewählt.
Bei der Wahl konnte er seinen Sitz gegen die Demokratin Mary Jennings Hegar verteidigen.
Da bei der Senatswahl 2018 der Republikaner Ted Cruz den anderen Senatorensitz von Texas verteidigen konnte, entsendet Texas zwei republikanische Senatoren in den US-Senat.

### Virginia
Der Demokrat Mark Warner wurde bei der Senatswahl 2014 wiedergewählt.
Bei der Wahl konnte er seinen Sitz gegen den Republikaner Daniel Gade verteidigen.
Da bei der Senatswahl 2018 der Demokrat Tim Kaine den anderen Senatorensitz von Virginia verteidigen konnte, entsendet Virginia zwei demokratische Senatoren in den US-Senat.

### West Virginia
Die Republikanerin Shelley Moore Capito wurde bei der Senatswahl 2014 gewählt und besiegte damals die demokratische Kandidatin Natalie Tennant.
Bei der Wahl konnte sie ihren Sitz gegen die Demokratin Paula Jean Swearengin verteidigen.
Da bei der Senatswahl 2018 der Demokrat Joe Manchin den anderen Senatorensitz von West Virginia verteidigen konnte, entsendet West Virginia einen republikanischen und einen demokratischen Senator in den US-Senat.

### Wyoming
Der Republikaner Mike Enzi wurde bei der Senatswahl 2014 wiedergewählt. Bei der Wahl trat er nicht mehr an.
Die Republikanerin Cynthia Lummis konnte den Sitz gegen die Demokratin Merav Ben-David gewinnen.
Da bei der Senatswahl 2018 der Republikaner John Barrasso den anderen Senatorensitz von Wyoming verteidigen konnte, entsendet Wyoming zwei republikanische Senatoren in den US-Senat.